# The Incredible Hulk (игра, 2008)
The Incredible Hulk (рус. Невероятный Халк) — видеоигра, разработанная студиями Edge of Reality и Amaze Entertainment и изданная компанией Sega для игровых консолей и персональных компьютеров в 2008 году. The Incredible Hulk основана на одноимённом фильме. Официальной локализацией The Incredible Hulk занималась компания «1С-СофтКлаб»; переводу на русский язык подверглась только документация, сама же игра осталась на английском языке.
По сюжету игры учёный Брюс Баннер в результате экспериментов подвергся гамма-излучению, в результате чего обрёл возможность превращаться в Халка. Герою предстоит обороняться от армии, сражаться с «Анклавом» и искать лекарство от облучения. Действие игры происходит в Манхэттене, по которому игроку предоставлена свобода перемещения. Халк обладает различными атаками и способностями, которые позволяют ему сражаться с врагами и устраивать массовые разрушения. Способности Халка возможно открыть и усовершенствовать, выполняя определённые задания. Помимо основных сюжетных миссий, присутствуют мини-игры, а также многочисленные предметы коллекционирования, спрятанные по всему городу и при сборе открывающие новые возможности и контент.
The Incredible Hulk создавалась под влиянием предыдущей игры про Халка — The Incredible Hulk: Ultimate Destruction. Разработчики усовершенствовали графику и технологии, а также планировали создать такую игру, которая сочетала бы в себе лучшие наработки предшествующих игр про Халка. Однако, игровая пресса оставила о The Incredible Hulk сдержанные отзывы: несмотря на положительные отклики о весёлом игровом процессе с возможностью разрушения всего города, рецензенты раскритиковали повторяющиеся миссии, слабый сюжет и многочисленные технические недостатки.

## Игровой процесс
The Incredible Hulk представляет собой игру в жанре action-adventure, выполненную в трёхмерной графике. Действие происходит в Нью-Йорке, по которому можно свободно перемещаться. Игрок управляет Халком, который обладает различными атаками и способностями, открывающимися и улучшающимися по мере прохождения игры, а также по мере выполнения определённых заданий (например, уничтожение врагов и разрушение предметов). У Халка имеются показатели здоровья и гнева. Здоровье Халка уменьшается, если его атакуют, но имеет способность к регенерации; также его можно пополнить, собирая зелёные гамма-канистры, разбросанные по всему городу. Гнев повышается при совершении Халком разрушений и атак на врага или если он сам подвержен нападению; также есть возможность пополнить гнев, собирая красные канистры гнева. Гнев позволяет Халку совершать наиболее мощные атаки, требующие задействования определённого количества ячеек гнева.
Все объекты и дома в городе можно полностью разрушать, а их обломки использовать в качестве разнообразного оружия и приспособления (например, столб можно использовать в качестве копья, а обломки стен выполняют роль щита). Если Халк будет разрушать город, то привлечёт внимание военных, и они будут пытаться его уничтожить с помощью оружия и транспорта. Чем больше совершать разрушений, тем выше становится уровень опасности (уровней всего девять). При его увеличении военные будут вызывать всё более мощную и совершенную технику — бронеавтомобили, танки, вертолёты и специальных роботов — Халкбастеров. Помимо этого, на город могут напасть члены организации «Анклав» и команда суперзлодеев U-Foes, которые при столкновении с Халком будут атаковать и его. В некоторых сражениях (в частности, в битвах с боссами) может использоваться система QTE.
В городе можно найти различные задания и объекты. Основными миссиями, служащими для прохождения игры, являются сюжетные миссии, завязанные на поиске лекарства для Брюса Баннера, на противостоянии армии и на борьбе с организацией «Анклав». Кроме сюжетных миссий присутствуют мини-игры, представляющие собой бег по контрольным точкам за ограниченное время, игру в дартс и так далее, а за их успешное выполнение даётся золотая, серебряная или бронзовая медаль, в зависимости от результата. Здания-достопримечательности в городе содержат значки с изображением этих зданий, и для получения этих значков нужно разрушить такое здание и среди его обломков взять значок. Также в городе можно найти обложки комиксов, станции метро (между которыми можно мгновенно перемещаться, что, помимо прочего, уменьшает уровень опасности до минимального) и кольца высоких прыжков (чаще всего расположенные на высоких небоскрёбах). Сбор предметов коллекционирования, выполнение основных и побочных заданий и прочие достижения в игре открывают доступ к различным концепт-артам, скрытым персонажам и тому подобному.
В версии для Nintendo DS игровой процесс остался практически без изменений, однако игра выполнена в жанре платформер с боковым сайд-скроллингом. В этой версии игроку предстоит пройти 30 уровней, которые охватывают Аляску, Бразилию и Соединённые Штаты Америки. Кроме того, в данной версии здоровье Халка не регенерирует и его можно пополнить сбором аптечек. Также в ней доступен многопользовательский режим для двух игроков путём соединения двух приставок Nintendo DS с помощью специального кабеля: в нём игроки соревнуются по нанесению как можно большего урона окружению и врагам.

## Сюжет
Брюс Баннер (Эдвард Нортон) был учёным, ставшим беглецом, когда на него повлияли дозы гамма-излучения, и попытка самоубийства терпит неудачу, поскольку он превращается в зверя внутри него — Невероятный Халк (Фред Таташор).
В бразильском городке Брюса преследовали солдаты во главе с Эмилем Блонски (Тим Рот), которых послал генерал Таддеус Росс (Уильям Хёрт). Баннер оказывается на заводе, где превратился в Халка и расправился с солдатами, после чего быстро отправился в Нью-Йорк. По прибытии в город Халк спасает жизнь Рику Джонсу (Джон Карри) — подростку, который был захвачен солдатами, работающими в организации под названием «Анклав». Это детище четырёх учёных, каждый со своей собственной армией, и использующие Манхэттен в качестве гигантского полигона. Впоследствии Халк неоднократно спас Рика и они стали друзьями. Вскоре Брюс начинает работать с Сэмюэлем Стернсом (Тим Блейк Нельсон), который был его контактным лицом в Бразилии. Баннер идёт поговорить с Саймоном Утрехтом (Скотт Буллок) — безжалостным бизнесменом, чьи исследования похожи на его собственные, и планирует проверить радиацию на себе и трёх других участниках. Халк сражается с армией, пришедшей, чтобы арестовать его, но затем сталкивается с командой суперзлодеев U-Foes. Халку удаётся победить их, хотя враги выжили и поклялись уничтожить Халка, как только он помешает им ещё раз. Халк получает специальные наниты для их использования в исследованиях Стернса.
Вскоре майор Гленн Тэлбот отправляет армию, чтобы уничтожить Халка, пренебрегая безопасностью гражданского населения. Халк парирует атаку армии под его руководством, в то время как Рик находит источник своих компьютерных систем таргетинга. Рик уничтожает источник, а Халк снова побеждает Эмиля Блонски. Затем Халк срывает планы «Анклава» по откачиванию энергии из города и атаке химическим оружием. После атаки на военную базу, во время которой силы Тэлбота обстреливают прессу и Халка, Тэлбот скрывается. После нападения на другую базу Халк узнает, что Тэлбот захватил Рика. Халк спасает Рика, а Тэлбот бежит. Спасённый Рик говорит Брюсу, что «Анклав» создаёт массивное устройство контроля сознания и нуждается в данных для создания контрмеры. Работая вместе, Халку и Рику удается уничтожить устройство. В ярости, лидеры «Анклава» развязывают робота-монстра Би-Зверя против Халка. Халк вовлекает Би-Зверя в бой и уничтожает его. Впоследствии Халк уничтожает генераторы землетрясений, лазерные башни и контрольную тарелку для орбитальной лазерной пушки. Затем Стернс сообщает Брюсу, что для его лечения нужно построить Гамма-зарядное устройство. Халк успешно получает три предмета, необходимые для его реализации.
Вскоре Баннер направляется в университет, где его старые исследовательские данные предназначены только для Бетти Росс (Лив Тайлер), чтобы получить данные до того, как все они будут удалены её отцом. Когда солдаты генерала Росса хватают Бетти, Брюс превращается в Халка и атакует точки развёртывания армии. Затем Халк оказывается в третьем бою с Блонски, который получил лечение, улучшающее его физические возможности. Халку удаётся победить его, после чего он убегает с Бетти. По просьбе Бетти Халку пришлось незаметно помочь её отцу атаковать «Анклав». После этого Стернс говорит Халку, что они могут проверить своё устройство, если Халк сможет получить генетический симулятор из «Анклава». Халк использует устройство, чтобы отключить биологическое оружие «Анклава», в результате чего Стернс приходит к выводу, что лекарство работает.
Затем Халк должен охранять грузовик с экспериментальным оружием, которое перевозил генерал Росс. Когда Тэлбот крадёт оружие, Халк забирает его и отдаёт Рику, чтобы тот мог его уничтожить. Когда Тэлбот похищает Бетти, Халк сражается с Халкбастером (Скотт Буллок), чтобы уничтожить генераторы, поймавшие её в клетку. Как только Халкбастер видит, кого похитил, он приказывает своим войскам отступить. Генерал Росс посылает свои войска, чтобы арестовать Тэлбота, который теперь носит специальный ядерный двигатель Халкбастера. Халк присоединяется к битве и побеждает Тэлбота, бросая его в воздух, где он взрывается. Несмотря на всё, что Баннер сделал, чтобы помочь, генерал Росс арестовывает Баннера и забирает его и Бетти. В это время Блонски заставляет Стернса ввести ему гамма-кровь Баннера, что превратило его в Мерзость (Джон Карри), и затем устраивает беспорядки в городе. Баннер, видя, что он единственный, кто может остановить Мерзость, спрыгивает с вертолёта и превращается в Халка. После долгой битвы Халк побеждает Мерзость и бежит из города. Бетти говорит отцу, что она надеется, что оно того стоило.

## Разработка и выход игры
| Системные требования    | Системные требования                                   | Системные требования                                   |
| ----------------------- | ------------------------------------------------------ | ------------------------------------------------------ |
|                         | Минимальные                                            | Рекомендуемые                                          |
| Windows                 |                                                        |                                                        |
| ОС                      | 2000/XP                                                | 2000/XP                                                |
| ЦПУ                     | Pentium IV (2,4 ГГц) или AMD-эквивалент                | Pentium IV (3,0 ГГц) или Athlon XP                     |
| Объём ОЗУ               | 512 Мб                                                 | 1 Гб                                                   |
| Место на диске          | 1.8 Гб                                                 | 1.8 Гб                                                 |
| Информационный носитель | DVD                                                    | DVD                                                    |
| Видеокарта              | NVIDIA GeForce 6600GT/ATI Radeon X1300 с 128 Мб памяти | NVIDIA GeForce 7600GT/ATI Radeon X1600 с 256 Мб памяти |
| Звуковая плата          | Аудиокарта, совместимая с DirectSound                  | Аудиокарта, совместимая с DirectSound                  |

The Incredible Hulk создавалась студией Edge of Reality к выходу одноимённого фильма в 2008 году. Издателем выступила компания Sega, которая заключила с Marvel партнёрское соглашение на выпуск четырёх сольных игр про супергероев. The Incredible Hulk разрабатывалась на движке Havok, а также в игре воссоздано полностью разрушаемое окружение города Нью-Йорк, причём любой объект, как например фонарный столб, автомобиль или обломок дома, можно использовать для атак Халка или защиты от врагов. По словам разработчиков, они воссоздали 85 % Манхэттена, по которому можно свободно перемещаться, благодаря реализации открытого мира. Кроме того, для большей реалистичности, в городе были проработаны реальные достопримечательности Манхэттена и реализованы пешеходы и транспорт, которые реагируют на присутствие и действия Халка. Помимо этого, в игру внедрены отсылки к другим произведениям Marvel (например, здание Бакстера) и Sega (например, мини-игра Crazy Taxi). Сценарий игры был приближён к фильму и, в то же время, несколько расширен. Так, благодаря сотрудничеству с Marvel были интегрированы многие другие персонажи, сюжетные линии и темы из вселенной Marvel и Халка в частности. Всё это, по словам разработчиков, обеспечивает более 8 часов времени на прохождение игры. В озвучивании же персонажей принимали участие актёры, которые играли героев фильма.
Анонс The Incredible Hulk состоялся 18 апреля 2007 года. По словам Джастина Ламброса, вице-президента интерактивного бизнеса Marvel, Халк является супергероем, который хорошо подходит для игры с открытым миром, благодаря его способностям и характеру. Решение использовать открытый мир в The Incredible Hulk было сделано, поскольку разработчики опирались на идеи предыдущей игры про Халка с открытым миром от студии Radical Entertainment — The Incredible Hulk: Ultimate Destruction, которая получила положительные отзывы от критиков. Вследствие этого, игровой процесс новой игры про Халка был сделан схожим с предшественником. Связь же с предстоящим фильмом, как отметил Ламброс, позволит The Incredible Hulk стать коммерчески успешным проектом, каким в своё время был Hulk — игра по одноимённому фильму от той же Radical Entertainment, которая была успешной в продажах на всех платформах. Таким образом, The Incredible Hulk сочетает в себе лучшие наработки и идеи двух предыдущих игр про Халка. 18 апреля 2008 года The Incredible Hulk была продемонстрирована на выставке New York Comic Con.
The Incredible Hulk создавалась для большого количества игровых платформ. Основными являются версии для консолей последнего на то время поколения — Xbox 360 и PlayStation 3, мощность которых позволила значительно улучшить визуальные эффекты, в сравнении с предыдущими играми про Халка. Версия для Xbox 360 содержит эксклюзивного персонажа Джо Фиксит, а версия для PlayStation 3 — Green Scar Hulk. The Incredible Hulk также разрабатывалась для PlayStation 2 и Wii. В этих версиях, в связи с техническими ограничениями приставок, была значительно ухудшена графика: уменьшена дальность прорисовки, упрощены эффекты разрушений, взрывов и освещения, а также используются менее чёткие текстуры. Эти версии также содержат меньшее количество предметов коллекционирования и бонусного контента. Кроме того, версия для Wii имеет свою уникальную схему управления, которая задействует специальные контроллеры консоли — Wii Remote и Nunchuk. Версия для PlayStation 2 была впоследствии портирована на персональные компьютеры под управлением Windows без каких-либо улучшений в графике и геймплее. Помимо этого, студией Amaze Entertainment разрабатывалась портативная версия The Incredible Hulk для Nintendo DS: она создавалась на базе движка GameMaker, который в ходе разработки был специально адаптирован под разрушаемое окружение игры.
Выход игры состоялся 5 июня 2008 года. Локализацией  The Incredible Hulk занималась компания «1С-СофтКлаб», которая издала игру на английском языке, но с русской документацией. Издательством BradyGames также выпускались книги, где содержалось руководство и дополнительная информация по игре. Впоследствии для The Incredible Hulk на Xbox 360 и PlayStation 3 выходил бесплатный загружаемый контент, включающий новых персонажей, а также ряд онлайн-функций: таблицы лидеров, интернет-чат и соревновательный многопользовательский режим для двух игроков с шестью миссиями, пятью аренами и быстрыми и рейтинговыми матчами, в ходе которых игроки уничтожают окружение и врагов, стараясь набрать больше очков.

## Оценки и мнения
| Сводный рейтинг       | Сводный рейтинг | Сводный рейтинг | Сводный рейтинг | Сводный рейтинг | Сводный рейтинг | Сводный рейтинг |
| Издание               | Оценка          | Оценка          | Оценка          | Оценка          | Оценка          | Оценка          |
| Издание               | DS              | PC              | PS2             | PS3             | Wii             | Xbox 360        |
| --------------------- | --------------- | --------------- | --------------- | --------------- | --------------- | --------------- |
| GameRankings          | 52,13 %         | 28 %            | 50,75 %         | 54,60 %         | 43,33 %         | 56,55 %         |
| Game Ratio            | 64 %            | 36 %            | 54 %            | 58 %            | 46 %            | 55 %            |
| Metacritic            | 50/100          | 33/100          | 50/100          | 55/100          | 46/100          | 55/100          |
| MobyRank              | N/A             | 39/100          | 45/100          | 52/100          | 42/100          | 54/100          |
| Иноязычные издания    |                 |                 |                 |                 |                 |                 |
| Издание               | Оценка          | Оценка          | Оценка          | Оценка          | Оценка          | Оценка          |
| Издание               | DS              | PC              | PS2             | PS3             | Wii             | Xbox 360        |
| 1UP.com               | N/A             | N/A             | C-              | C+              | D+              | C+              |
| AllGame               | [ 41 ]          | [ 42 ]          | [ 43 ]          | [ 44 ]          | [ 45 ]          | [ 46 ]          |
| Destructoid           | N/A             | N/A             | N/A             | N/A             | N/A             | 7/10            |
| Edge                  | N/A             | N/A             | N/A             | N/A             | N/A             | 4/10            |
| Eurogamer             | N/A             | N/A             | N/A             | N/A             | N/A             | 5/10            |
| G4                    | N/A             | N/A             | N/A             | 2/5             | 2/5             | 2/5             |
| Game Informer         | N/A             | N/A             | N/A             | 6,75/10         | N/A             | 6,75/10         |
| GameRevolution        | N/A             | N/A             | N/A             | N/A             | N/A             | C               |
| GameSpot              | 7/10            | 3,5/10          | 4/10            | 5,5/10          | 3,5/10          | 5,5/10          |
| GameSpy               | N/A             | N/A             | N/A             | [ 59 ]          | [ 60 ]          | [ 61 ]          |
| GamesRadar+           | 4/10            | 4/10            | 7/10            | 7/10            | 7/10            | 7/10            |
| GameTrailers          | N/A             | N/A             | N/A             | 5,8/10          | N/A             | 5,8/10          |
| GameZone              | 6/10            | N/A             | N/A             | 6/10            | 5/10            | 6/10            |
| IGN                   | 5,2/10          | 5,5/10          | 5,7/10          | 6/10            | 5,7/10          | 6/10            |
| Nintendo Power        | 7,5/10          | N/A             | N/A             | N/A             | 3,5/10          | N/A             |
| ONM                   | 22/100          | N/A             | N/A             | N/A             | 48/100          | N/A             |
| OXM                   | N/A             | N/A             | N/A             | N/A             | N/A             | 6,5/10          |
| PALGN                 | 4,5/10          | N/A             | N/A             | 6/10            | N/A             | N/A             |
| PC Gamer (UK)         | N/A             | 20/100          | N/A             | N/A             | N/A             | N/A             |
| PC Gamer (US)         | N/A             | 43/100          | N/A             | N/A             | N/A             | N/A             |
| TeamXbox              | N/A             | N/A             | N/A             | N/A             | N/A             | 7/10            |
| VideoGamer            | N/A             | N/A             | N/A             | 5/10            | N/A             | 5/10            |
| Русскоязычные издания |                 |                 |                 |                 |                 |                 |
| Издание               | Оценка          | Оценка          | Оценка          | Оценка          | Оценка          | Оценка          |
| Издание               | DS              | PC              | PS2             | PS3             | Wii             | Xbox 360        |
| 3DNews                | N/A             | 3/10            | N/A             | N/A             | N/A             | N/A             |
| «Игромания»           | N/A             | 3/10            | N/A             | N/A             | N/A             | N/A             |

Версия для Xbox 360 и PlayStation 3 получила смешанные отзывы от прессы. На сайте Metacritic средняя оценка составляет 55 баллов из 100, а на GameRankings — соответственно 56,55 % и 54,60 %. Отрицательные отзывы сосредоточились вокруг версий для PlayStation 2, Wii и ПК: на GameRankings и Metacritic средняя оценка составляет 50,75 % и 50/100 для PlayStation 2, 43,33 % и 46/100 для Wii, 28 % и 33/100 для ПК соответственно. Разносторонние оценки получила также версия для DS: на Metacritic её средняя оценка составляет 50/100, а на GameRankings — 52,13 %. В целом, из достоинств рецензенты отметили открываемый контент и возможность разрушения всего Нью-Йорка, однако раскритиковали повторяющиеся миссии, битвы с боссами, графические недостатки и сюжет. The Incredible Hulk была номинирована на получение антипремии «Лучшая дурная слава 2008 года» в номинации «Худшее использование крупной лицензии» от GameSpot.

### Игровой процесс и графика
Противоречивые отзывы получил игровой процесс The Incredible Hulk. Обозревателям не понравились однообразные и повторяющиеся миссии, но при этом они похвалили игру за разрушения и большое количество коллекционного контента (например, концепт-арты и скрытых персонажей). Рецензент IGN, Хилари Голдштейн, писала, что «миссии повторяются и быстро становятся скучными», однако положительно оценила «приличную» продолжительность прохождения, в частности благодаря большому количеству предметов коллекционирования. Том Мак Ши, обозреватель сайта GameSpot, отнёс к отрицательным сторонам игрового процесса повторяющиеся миссии, а также слишком ограниченные битвы с боссами, но отметил, что The Incredible Hulk «заставляет вас почувствовать себя Халком». Дэн Уайтхед, журналист Eurogamer, заметил, что игра весёлая, и похвалил систему улучшения атак и способностей Халка, а также многочисленные предметы коллекционирования (особенно значки, для получения которых нужно разрушать достопримечательности); однако, рецензент разочаровался в миссиях, которые не дают никакого вызова и разнообразия, и больше раздражают, чем приносят удовольствие. По мнению Криса Эндриена (Game Revolution) единственным занятием в The Incredible Hulk является разрушение всего вокруг, что довольно быстро становится скучным. Эндрю Рейнер, критик Game Informer, назвал The Incredible Hulk «развлекательной», но не «хорошей» игрой, похвалив разрушения, но всё так же отнеся к минусам миссии и проблемы с управлением (в частности, отмечены «дешёвые смерти» из-за того, что игра порой не распознаёт нажатия одновременно двух кнопок): «Терроризировать город — это весело, но защитить его от террористов — это совсем другая история». Представитель VideoGamer.com, Том Орри, назвал The Incredible Hulk «не ужасной, но посредственной игрой», отнеся к плюсам весёлое управление Халком и удачную реализацию улучшений его способностей, но при этом обратив внимание на такие недостатки, как скучные миссии, плохую камеру и искусственный интеллект врагов. «Был там, разбил это» — таким образом охарактеризовал миссии игры Чак Осборн, журналист Official Xbox Magazine. Кроме того, критики часто сравнивали The Incredible Hulk с предыдущей игрой про Халка — The Incredible Hulk: Ultimate Destruction, отмечая схожую механику игрового процесса и при этом превосходство предшественника в большинстве аспектов.
Неоднозначно была оценена графика The Incredible Hulk. С одной стороны, рецензенты отмечали хорошие модели персонажей, в частности самого Халка, но подвергли критике небольшую дистанцию прорисовки объектов. Голдштейн заметила, что «Халк выглядит хорошо, но город не такой впечатляющий», а разрушения хоть и выглядят здорово, но не скрывают собой остальную посредственность. Мак Ши раскритиковал «слишком много графических проблем», среди которых он привёл в пример малую дальность прорисовки («Когда вы поднимаетесь на вершину Крайслер-билдинг, вас ожидает туманный вид, более напоминающий Помпеи после извержения вулкана, чем современный Нью-Йорк»), падения частоты кадров и зависания игры, а единственным плюсом назвал детальную проработку персонажей вне катсцен. Схожее мнение оставил Уайтхед, который отметил «низкое качество всего, что не является Халком»: к недостаткам были отнесены проработка окружающего мира (который, как заметил обозреватель, выглядит не лучше, чем в Ultimate Destruction, а иногда и хуже), резкие падения кадровой частоты и многочисленные программные ошибки. Аналогичные проблемы с графикой описал Орри, по мнению которого сам Халк — единственная хорошо выглядящая вещь в игре. Стерлинг МакГарви (GameSpy) тоже назвал единственным плюсом визуальной составляющей игры прилично выглядящую модель Халка. Эндриен посчитал графику The Incredible Hulk посредственной и больше похожей на впечатляющую графику предыдущего поколения консолей, чем на чёткую графику высокого разрешения. Смешанный отзыв о графике оставил Ник Сатнер, критик ресурса 1UP.com, который отметил лучшую детализацию и разнообразие текстур, в сравнении с Ultimate Destruction, но всё так же отнёс к минусам невысокую дальность прорисовки. Тем не менее, встречались и положительные отзывы о графике. Так, Рейнер охарактеризовал графику игры, как «кладезь разрушения и хаоса»: были отмечены «потрясающие» эффекты и большое количество разрушаемых объектов. Осборн также выразил в целом положительное мнение о визуальной составляющей, заметив хорошую детализацию графики, по крайней мере, вблизи от Халка. Редакция BestGamer.ru посчитала, что на Xbox 360 игра красива и по-настоящему зрелищна.

### Сюжет и звуковое сопровождение
Преимущественно негативные отзывы получили сюжет и работа актёров озвучивания. Голдштейн отметила, что история рассказана слабо, катсцены плохо сжаты и дополнения к сюжету «далеки от невероятных»; в озвучивании было отмечено, что голоса актёров чувствуются очень неорганическими. Мак Ши назвал историю «безжизненной», а её концовку — «ужасной», в голосах же актёров озвучивания обозревателем было замечено отсутствие энтузиазма, что лишний раз показывает, насколько скучен сюжет игры. Похожим образом сюжет был раскритикован Уайтхедом: он заявил, что нерешительная попытка сохранить нить сюжета фильма, проходящего через игру, не работает, а актёры озвучивания «не вложили душу» в свою работу (в качестве примера Уайтхед привёл голос Нортона, который, по его словам, «звучит так, будто он читает свои строки, находясь под сильным наркозом»). «История в лучшем случае прохладная, и, как и многие голливудские блокбастеры, она воспринимается как запоздалая мысль, а не как хорошо продуманная часть опыта» — высказался Эндриен. Разочаровался в сюжете The Incredible Hulk и Орри, по утверждению которого невероятно разочаровывающая презентация — последний гвоздь в гроб Халка. Подобное отрицательное мнение о сюжетной составляющей и голосах актёров сложилось у Рейнера, который отметил, что сюжет может взломать список «Топ-100» величайших повествовательных неудач человечества и выглядит надуманным даже для комического рассказа, а Эдвард Нортон должен получить антинаграду «Худший актёр озвучивания». Александр Чепелев, журналист «Игромании», написал, что сюжет состоит из невнятных зарисовок «на тему», и увязать события между собой удаётся с большим трудом. «Всю игру мы наблюдаем на бред профессиональных программистов, которых заставили писать сюжет» — высказались в BestGamer.ru. Некоторые критики оставляли о сюжете и озвучивании более положительные мнения. Например, МакГарви заявил, что слышать голоса актёров фильма приятно, хотя и обратил внимание на такой недостаток, как искажённые изображения актёров в компьютерной графике. Позитивно сюжет оценил представитель сайта GamesRadar Фрэнк Прово, которому понравилось наличие героев фильма и комиксов, с которыми можно сразиться. Геннадий Сапрыкин (3DNews Daily Digital Digest) написал, что голоса актёров подобраны неплохо.
Звуковые эффекты и музыкальное сопровождение игры получили смешанные отзывы. По мнению Голдштейн, аудио-составляющей было уделено мало внимания: звуковые эффекты по её словам создают впечатление, словно они «были стёрты из хранилища», а музыкальных композиций в игре мало. Обозреватель сайта TeamXbox, Дэвид Чэпман, напротив, отметил, что звуки ударов по стене или разрушений машин удовлетворительны, но сдержанно отнёсся к музыке. Критик ресурса GameZone под ником jkdmedia посчитал, что музыка и звуковые эффекты игры «достойные» и справляются со своей задачей, но всё же оставляют желать лучшего; похожее мнение составила его коллега Анджелина Сэндовал, которая посчитала, что музыка в игре звучит не очень кинематографично, и она часто повторяется, а звуковые эффекты слишком минимальны (Сэндовал выразила мнение, что разработчикам можно было бы использовать звуковые эффекты из фильма). Сергей Штепа («Игромания») заявил, что окружающие звуки не оставляют никаких воспоминаний. Сапрыкин оставил о звуке неоднозначный отзыв, отметив, что попадаются удачные фоновые композиции, но эффекты заметно «подкачали» («такое ощущение, что их создавали на кухне с помощью арбуза и тесака»).

### Проблемы с графикой и управлением на PlayStation 2, Wii и ПК
Версии для PlayStation 2, Wii и ПК подверглись резкой критике из-за крайне низкого качества графики и урезанного контента. Голдштейн, обозревая версию для PlayStation 2, отметила, что «Edge of Reality откусили больше, чем могли бы прожевать», пытаясь перенести игровой дизайн Xbox 360 и PlayStation 3 на PlayStation 2, в результате чего город покрыт голубым облаком, а разрушения уже не столь впечатляют; кроме того, в качестве недостатка была отмечена пустота улиц («Было бы лучше уменьшить город и заселить его машинами и пешеходами»). Схожие проблемы описывал в своей рецензии Филип Коллар (1UP.com): он заметил, что Нью-Йорк в игре покрыт настолько густым слоем тумана, что «удивительно, что Халк не задыхается, когда прыгает со здания на здание». Прово выделил в версиях для PlayStation 2 и Wii ряд графических недостатков: меньшее движение, более слабые взрывы, и туман, который ограничивает окружающий вид примерно до конца улицы. Аналогичные проблемы выделил Мак Ши, который раскритиковал «горестную» графику, а также он был в недоумении, почему версия для PlayStation 2 содержит меньше контента, например меньшее количество значков, которые даются за разрушение достопримечательностей; в итоге Мак Ши порекомендовал держаться от игры подальше. Брендон Фолкерз заявил, что графика ничем выделяется для игрока, а разрушение окружающего мира не выглядит привлекательным. «Зрелищности в The Incredible Hulk как в мазутной тряпке — спецэффекты блеклые, герои неряшливо склепаны, текстуры эпохи первого Pentium» — такое впечатление о графике сложилось у Чепелева.
Помимо прочих проблем, критики выделяли в качестве недостатка неудобное управление в версии для Wii. Фолкерз отметил неудачную схему управления, поскольку Wii Remote сильно ограничивает движение персонажем. Мак Ши назвал управление на Wii крайне непрактичным, и игроку потребуется некоторое время и терпение, чтобы его освоить. Коллар отметил запутанное управление на Wii, которое, к тому же, не всегда правильно реагирует на команды игрока: «с ограниченным количеством кнопок пульта Wii Remote вы будете выглядеть довольно нелепо, пытаясь справиться с ними». Голдштейн описала те же проблемы с управлением на Wii, которое не работает должным образом. Отдельной критике обозреватели подвергли тот факт, что разработчики портировали на ПК ухудшенную версию для PlayStation 2 и Wii вместо гораздо более удовлетворительных версий для Xbox 360 и PlayStation 3. Голдштейн назвала решение Sega портировать на ПК версию для Wii «медвежьей услугой для ПК-игроков», а графику ПК-версии — «безобразием». Дэн Стейплтон (GamesRadar) раскритиковал «грустную» для ПК графику и плохое обнаружение столкновений, а также не рекомендовал играть в The Incredible Hulk на клавиатуре и мыши из-за проблем с поддержкой этих устройств. Такое же мнение сложилось и у представителей BestGamer.ru, которые отметили, что управление на клавиатуре «просто ужасное», а графику охарактеризовали как «примитивизм». «Никто ещё не глумился над пользователями ПК хуже, чем компания SEGA» — написал о ПК-версии Чепелев. Графику ПК-версии подверг критике и Сапрыкин, который отметил, что «криворукость разработчиков не позволила обладателям компьютеров насладиться картинкой и спецэффектами с консольных версий».

### Версия для DS
В версии для DS с позитивной стороны было отмечено разнообразие контента, но раскритикованы скучный игровой процесс и несбалансированный уровень сложности.
В журнале Nintendo Power о The Incredible Hulk для DS отозвались в целом позитивно, заявив: «Игра не очень амбициозна, но то, что она делает, она делает хорошо». Аналогичным образом об этой версии игры отозвался Мак Ши, который удостоил похвалы отличный дизайн уровней, высокую и при этом не дешёвую сложность и большое разнообразие контента, но к минусам отнёс плохой сценарий и неубедительных боссов; в итоге было отмечено, что «даже несмотря на свои проблемы, это лучшая игра про Халка, выходящая в этом году». Бедиган оставил об игре для DS неоднозначное мнение: с одной стороны, его впечатлила идея воссоздания Халка на DS, что позволяет владельцам приставки получить удовольствие от уничтожения врагов, однако критике подверглись слабая детализация графики и звуковая составляющая, скучный многопользовательский режим и «дешёвые смерти» (в своём итоге рецензент порекомендовал игрокам арендовать The Incredible Hulk перед тем, как принимать решение о покупке).
Ряд обозревателей оставили о The Incredible Hulk для DS негативные отзывы. Так, Крейг Харрис (IGN) отметил совершенно невнятный сюжет, падения кадровой частоты, а также очень однообразное и короткое прохождение; немногочисленные достоинства игры, такие как приятная графика, музыка и многопользовательский режим, по мнению критика, не спасают ситуацию. Журналист из GamesRadar раскритиковал утомительный дизайн уровней (отметив, что он лишь неудачно создаёт иллюзию свободы), отсутствие контрольных точек и нечёткую 2,5D-графику, к плюсам же отнёс процесс уничтожения врагов, скрытые костюмы Халка и катсцены с актёрами фильма. Кимберли Эллис (PALGN) посчитал, что The Incredible Hulk для DS понравится лишь молодым игрокам, которые хотят бездумных разрушений. Резко отрицательное мнение о The Incredible Hulk для DS оставил представитель журнала Official Nintendo Magazine UK, который назвал игру «очень скучной».